# Боровик Олександр Іванович
Олександр Іванович Боровик (нар. 5 лютого 1969, смт Колки, Волинська область, УРСР) — радянський, російський та український футболіст, захисник. Зіграв 15 матчів у вищій лізі України.

## Життєпис
Вихованець клубу «Схід» (Київ) (перший тренер — В. Сучков) та київського «Динамо». Дорослу футбольну кар'єру розпочав у 1987 році в складі аматорського клубу «Схід» (Київ). Наступні два роки проходив військову службу. У 1990 році повернувся до «Сходу». На професіональному рівні дебютував в останньому сезоні чемпіонату СРСР у складі «Динамо» з Білої Церкви. Наступного року виступав за цю ж команду, перейменовану в «Рось», у першій лізі незалежної України.
У травні 1992 року перейшов до харківського «Металіста». Дебютний матч у новій команді зіграв 14 травня 1992 року в півфіналі Кубка України проти донецького «Шахтаря», вийшовши на заміну на 40-й хвилині замість Юрія Миколаєнка. У чемпіонаті України перший матч зіграв 18 травня проти «Дніпра». Фіналіст Кубка України 1992 року, в фінальному матчі проти «Чорноморця» (0:1) вийшов на заміну на 91-й хвилині замість Олега Касторного. Всього у складі «Металіста» зіграв 15 матчів у вищій лізі України — 5 у першому сезоні та 10 — у другому, а також 5 матчів (1 гол) у Кубку країни.
Навесні 1993 року перейшов у російський «Газовик-Газпром». У складі цього клубу виступав протягом шести сезонів і взяв участь у 188 матчах першого та другого дивізіонів. У 1995 році став переможцем зонального турніру другого дивізіону. Після відходу з іжевського клубу протягом одного сезону виступав за «КАМАЗ-Чалли».
У 2000 році завершив професіональну кар'єру і повернувся в Україну. У 2001 році виступав за ФК «Ніжин» в аматорському чемпіонаті України. Того ж року виступав за «Злагоду-Чайку» з Вишгорода в чемпіонаті Київської області. З 2002 по 2003 рік виступав в аматорському чемпіонаті України за «Європу» (Прилуки) та «Факел» (Варва).